# Marin Matoš
Marin Matoš (Zagabria, 26 gennaio 1989) è un calciatore croato, centrocampista del Kurilovec.

## Carriera
Ha giocato nella massima serie dei campionati ungherese, croato e lituano.